# 早稲田大学 (映画)
『早稲田大学』（わせだだいがく）は、1953年公開の東映製作の日本映画。

## 概要
尾崎士郎『早稲田大学』を映画化した作品である。1882年の東京専門学校設立から1952年の創立70周年記念式典までの早稲田大学を舞台とする。
あらすじは、政府の弾圧を乗り越えて大学を発展させていく大隈重信が中心の物語、下宿三盛館に住む学生源一を中心に学長を巡る争いで混乱する大学の物語、源一の長男圭吉の物語の三部構成である。

## スタッフ
- 企画：マキノ光雄、岩井金男
- 原作：尾崎士郎
- 監督：佐伯清
- 脚本：八住利雄
- 撮影：西川庄衛
- 音楽：高田信一
- 製作：東映

## キャスト
- 小沢栄
- 佐野周二
- 宮城野由美子
- 波島進
- 徳大寺伸
- 山根寿子
- 千田是也
- 東野英治郎
- 青山杉作